# L'Adoration des bergers (Baldovinetti)
Pour les articles homonymes, voir L'Adoration des bergers.
 (janvier 2024).
L'Adoration des bergers ou La Nativité est une fresque de 390 × 488 cm réalisé en 1460 par le peintre italien de la Première Renaissance Alesso Baldovinetti et conservée dans le Cloître des Vœux de la Basilique de la Santissima Annunziata de Florence.

## Histoire
L'Adoration des bergers (ou Nativité) fut la première fresque qui décorait le cloître, documentée dans un registre des comptes du couvent avec la mention écrite de l'accord avec le peintre le 27 mai 1460, en présence du prieur du couvent, Biagio d'Alberto. Le paiement de vingt florins plus les frais, pour l'entretien du maître et toute aide, devait être payé en trois versements ; la même année, Arrigo Arrigucci verse au couvent une somme pour soutenir les dépenses de l'artiste.

## Description et style

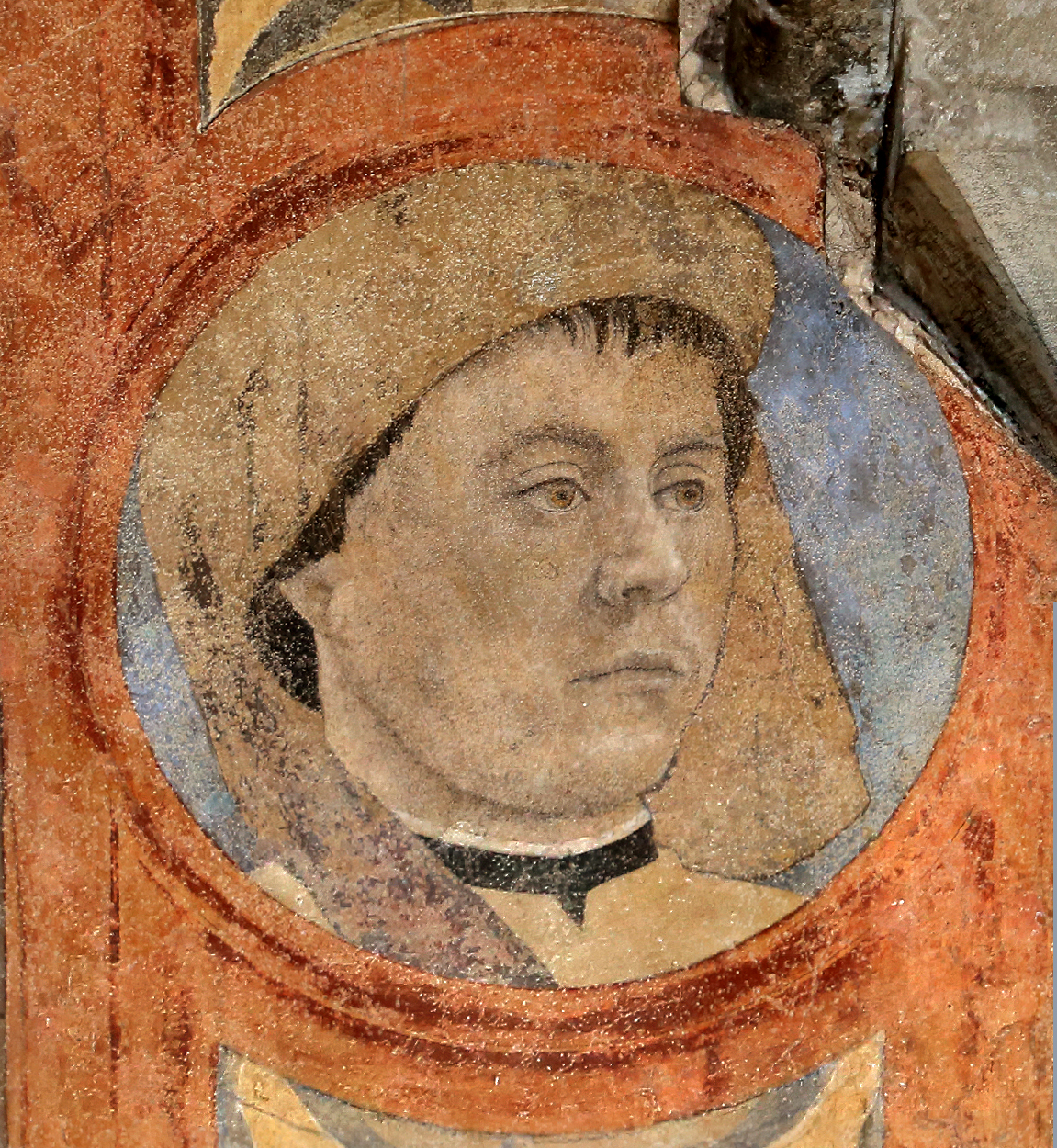
Autoportrait de Baldovinetti.

Malgré la mauvaise conservation de l'œuvre, en partie peinte a secco et exposée aux agents atmosphériques jusqu'au XIXe siècle, bien qu'abritée par le portique, on observe encore aujourd'hui une attention particulière portée aux détails naturalistes, notamment dans le vaste paysage constituant le fond de la scène, vu à vol d'oiseau avec une profondeur extraordinaire. L'artiste s'est probablement inspiré du Val d'Arno, faisant référence à la saison hivernale. De telles vues ont inspiré Antonio Pollaiuolo ces années-là.
Au premier plan, à droite, la cabane de la Nativité, en ruines selon la tradition, avec, au centre, l'Enfant flanqué de Marie en prière, Joseph dormant, le bœuf et l'âne. À droite, deux bergers accourent, tandis qu'à gauche deux autres reçoivent l'annonce de l'ange. Quatre anges volent au-dessus, chacun d'une manière différente, rappelant ceux d'Andrea del Castagno au Cenacolo di Sant'Apollonia. Exceptionnel est le soin avec lequel a été peint le lierre accroché au mur de la cabane, ou l'arbre fruitier appuyé contre lui, ou encore la consistance pierreuse de la plate-forme rocheuse sur laquelle se trouve la cabane elle-même.
Parmi les têtes représentées dans l'encadrement, on note des influences de Piero della Francesca, dues à la rencontre des deux artistes dans l'atelier de Domenico Veneziano.